# Pan profesor, nepřítel žen
Pan profesor, nepřítel žen je název české němé filmové komedie z roku 1913, kterou jako svůj jediný režijní pokus natočil pro filmovou společnost Illusion herec Jiří Steimar.

## Výroba
Filmovou komedii Pan profesor, nepřítel žen natočil jako svůj jediný režijní pokus herec Jiří Steimar, který si ve filmu zahrál také hlavní roli, pro společnost Illusion na dvorku jejího kina a v černošických exteriérech. Vedle něj si ve filmu zahrála i jeho manželka Anna Budilová-Steimarová a několik významných hereckých osobností budoucnosti – Bedřich Vrbský, Eduard Kohout nebo František Kovářík. Film, ani žádná z jeho částí, se do dnešních dnů nedochoval. Zajímavostí snímku bylo podle svědectví pamětníků to, že úvodní portréty představitelů hlavních rolí byly ručně kolorovány.

## Obsah
Údaje o obsahu k tomuto nedochovanému snímku se rovněž nedochovaly.

## Obsazení
| Jiří Steimar          | role neurčena |
| Míla Pačová           | role neurčena |
| Anna Steimarová       | role neurčena |
| Bedřich Vrbský        | role neurčena |
| Eduard Kohout         | role neurčena |
| František Kovářík     | holič         |
| Karel Váňa            | role neurčena |
| Augustin Vilém Ludvík | role neurčena |